# Turkestanische Eisenbahnbrigade
| Turkestanische Eisenbahnbrigade Туркестанская железнодорожная бригада 1 и 2-й Закаспийские батальоны                                                                              | Turkestanische Eisenbahnbrigade Туркестанская железнодорожная бригада 1 и 2-й Закаспийские батальоны |
| --- | --- |
| Militärische Feldbahn in Turkestan, 1903–1906: Kolomna- Lokomotive der Baureihe 77 or 78 mit vorgefertigten Gleisjochen auf Rungenwagen und einem Personenwagen für die Offiziere | |
| | |

Die Turkestanische Eisenbahnbrigade (russisch Туркестанская железнодорожная бригада) war in das 1. und 2. transkaspische Bataillon aufgeteilt (1 и 2-й Закаспийские батальоны bzw. железнодорожный батальон в Туркестане). Sie betrieb Feldbahnen und unterstützte den Bau von Breitspurbahnen in Turkestan.

## Geschichte
Ab 1876 wurden in Russland Eisenbahnbataillone aus Truppenteilen bestehender Kompanien und Kommandos gebildet. Beim Beginn des Russisch-Türkischen Krieges im Frühjahr 1878 verfügte die russische Armee nur über drei solcher Bataillone. Der Russisch-Türkische Krieg zeigte, dass die Zahl der Eisenbahneinheiten erhöht werden musste und dass sie in der modernen Kriegsführung eine wichtige Rolle spielten. Darüber hinaus erforderte der geplante Bau der Transkaspischen Eisenbahn, der unter den Bedingungen der militärischen Operationen durchgeführt werden sollte, die Beteiligung von Militärspezialisten am Bau.
Infolgedessen gab es 1885 in der russischen Armee fünf Eisenbahnbataillone, von denen drei zu einer Eisenbahnbrigade zusammengelegt wurden. In den folgenden Jahren wurden weitere Einheiten der Eisenbahntruppen gebildet, die sich aktiv am Bau von Eisenbahnen in Zentralasien, im Kaukasus, in Polen, im Fernen Osten und in China beteiligten. Am 1. Januar 1907 verfügte die russische Armee über ein Regiment und zwölf Eisenbahnbataillone, von denen einige zu Eisenbahnbrigaden umgestaltet wurden.
In Turkestan gab es 1907 die Turkestanische Eisenbahnbrigade (1. und 2. Transkaspisches Bataillon). Sie war der Direktion für militärische Kommunikation der Hauptdirektion des Generalstabs unterstellt.

## Feldbahnlokomotiven

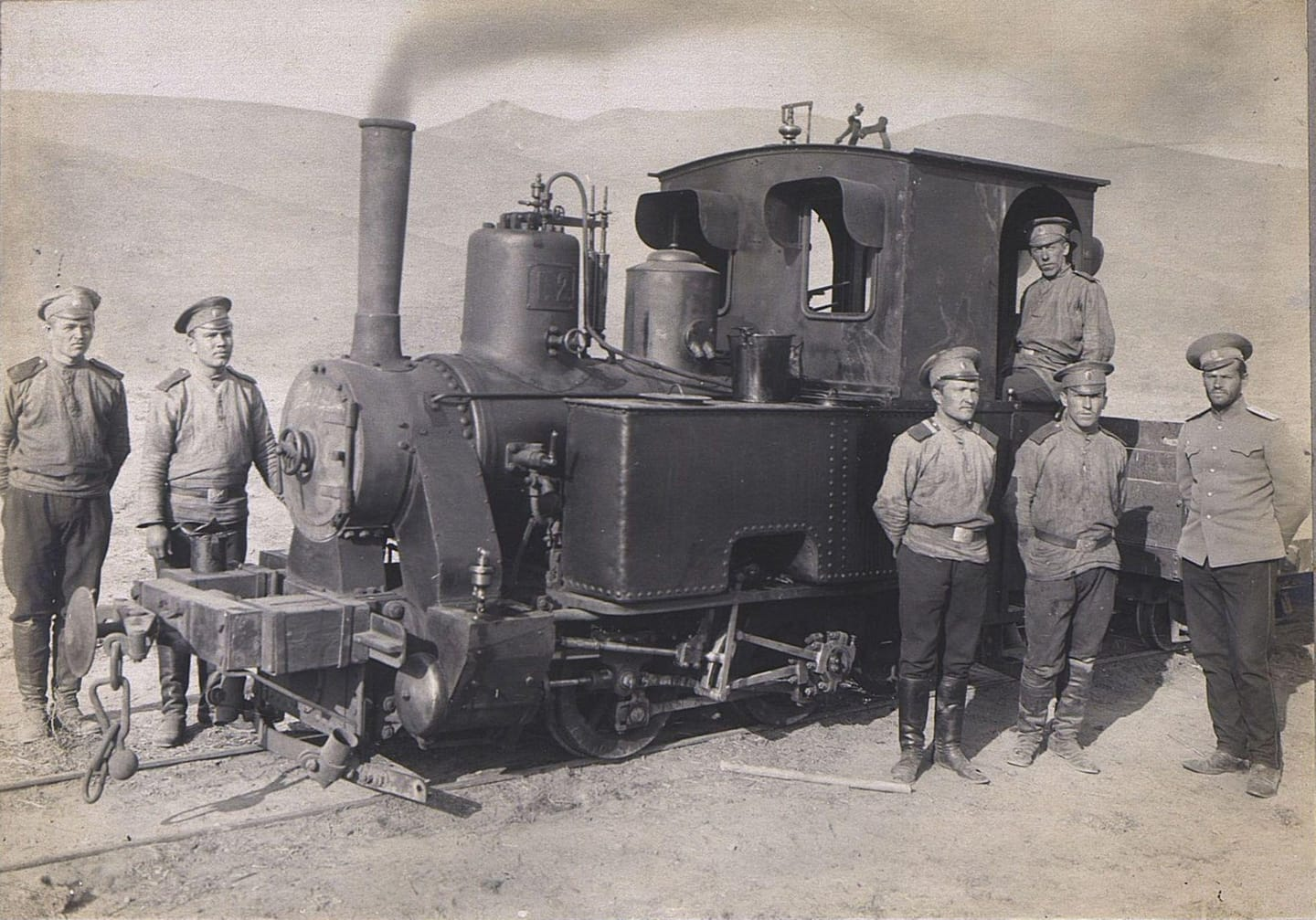
Feldbahnlok
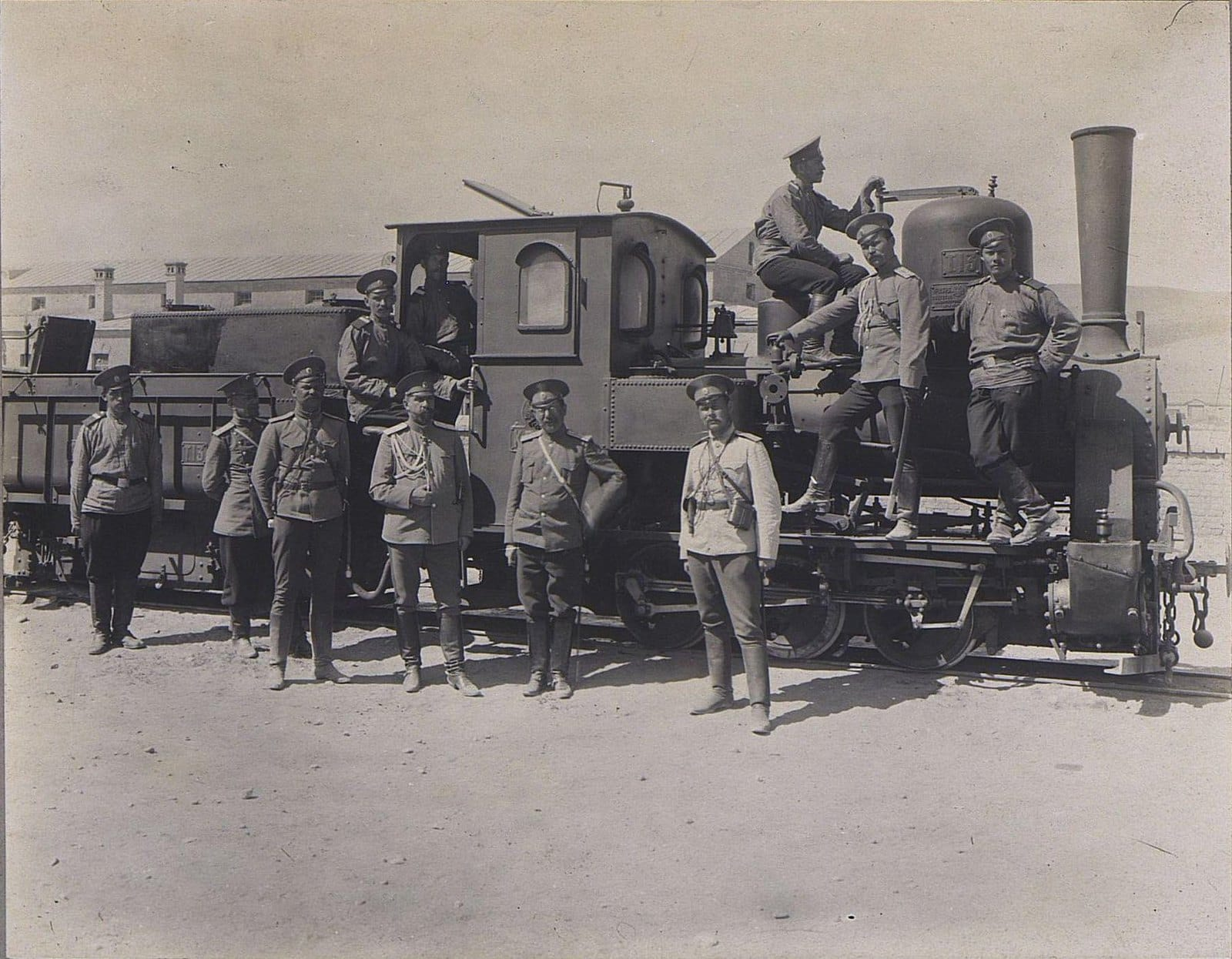
C-Kuppler mit Tender
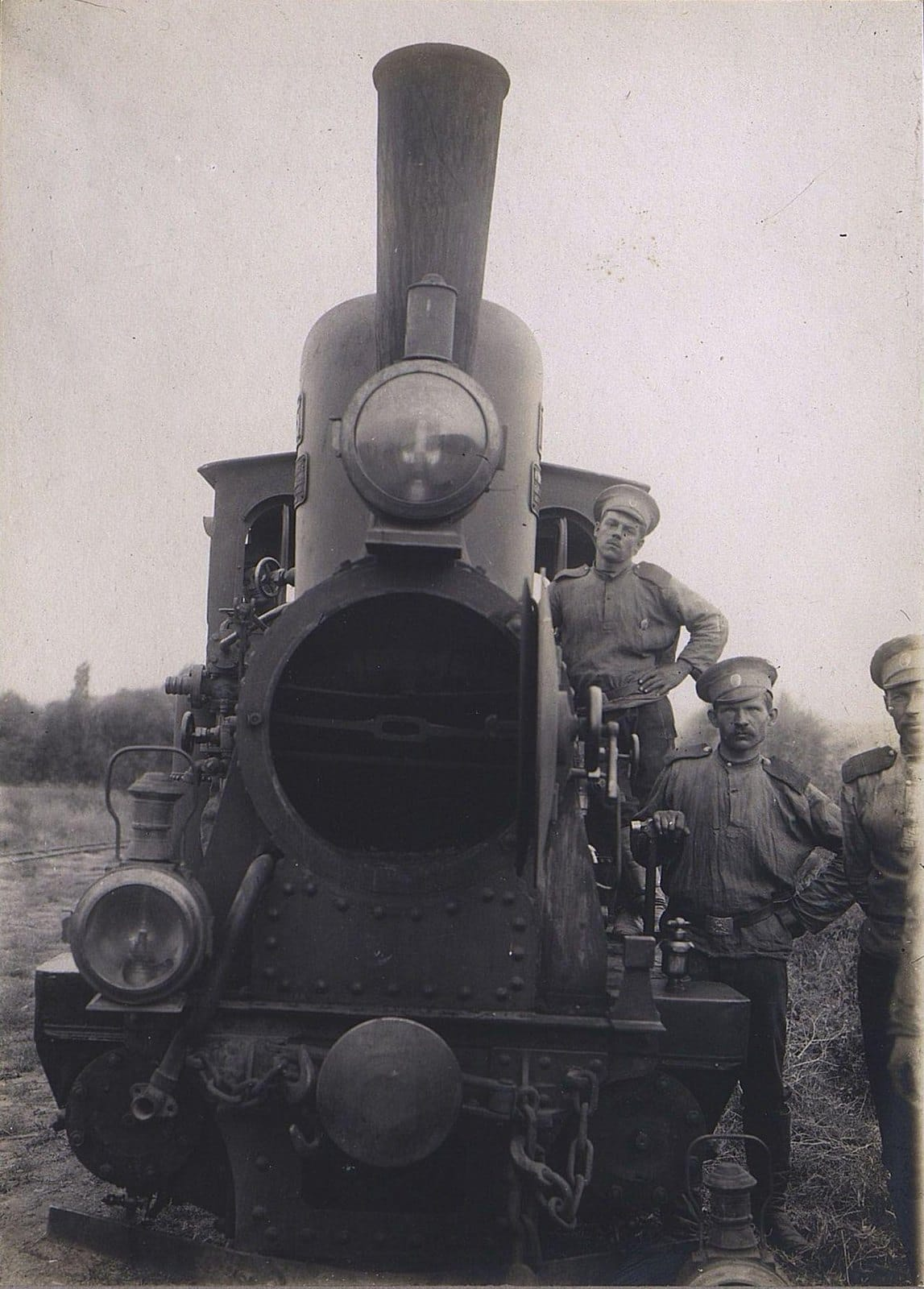
Feldbahnlok von vorne
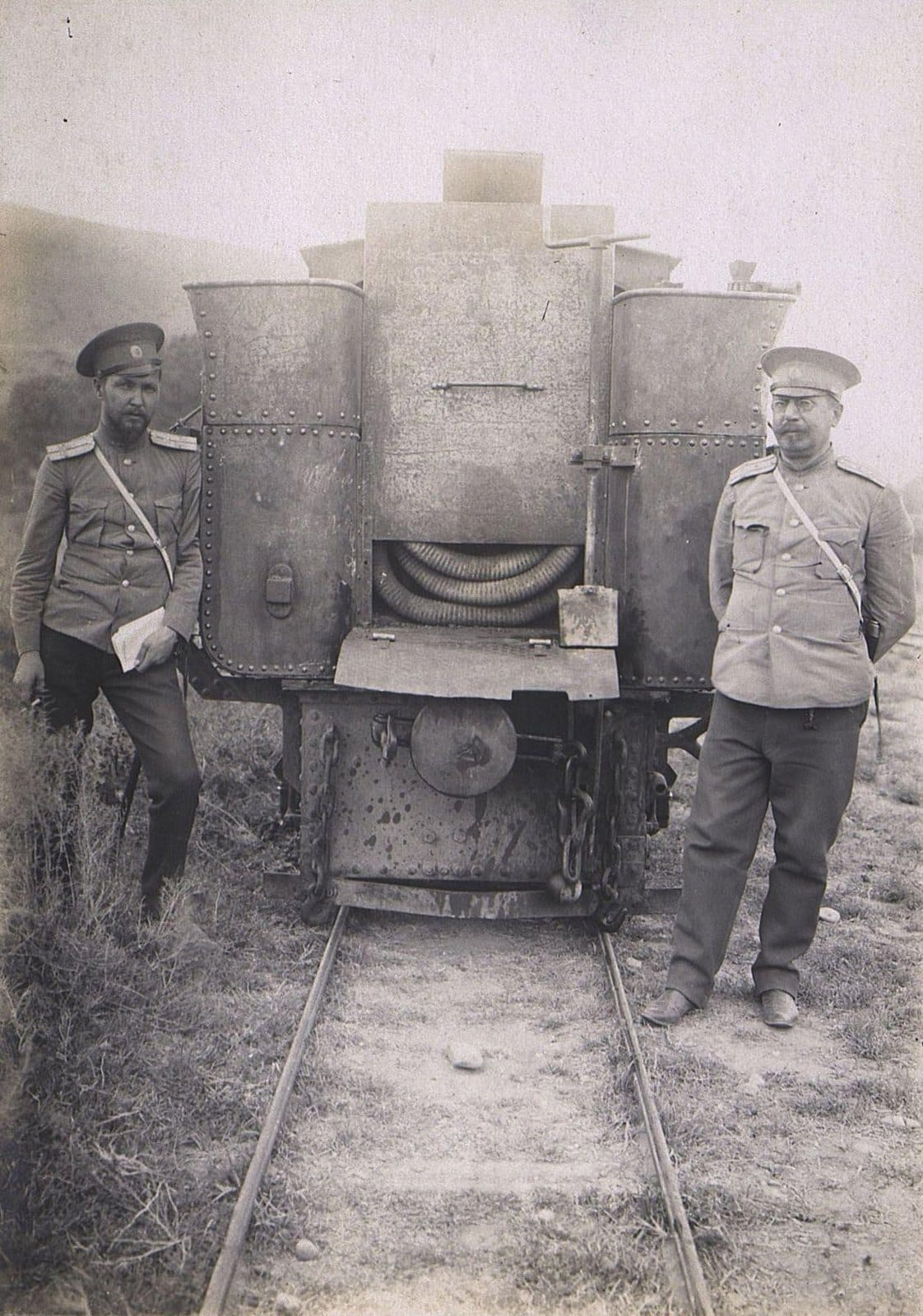
Genieteter Tender
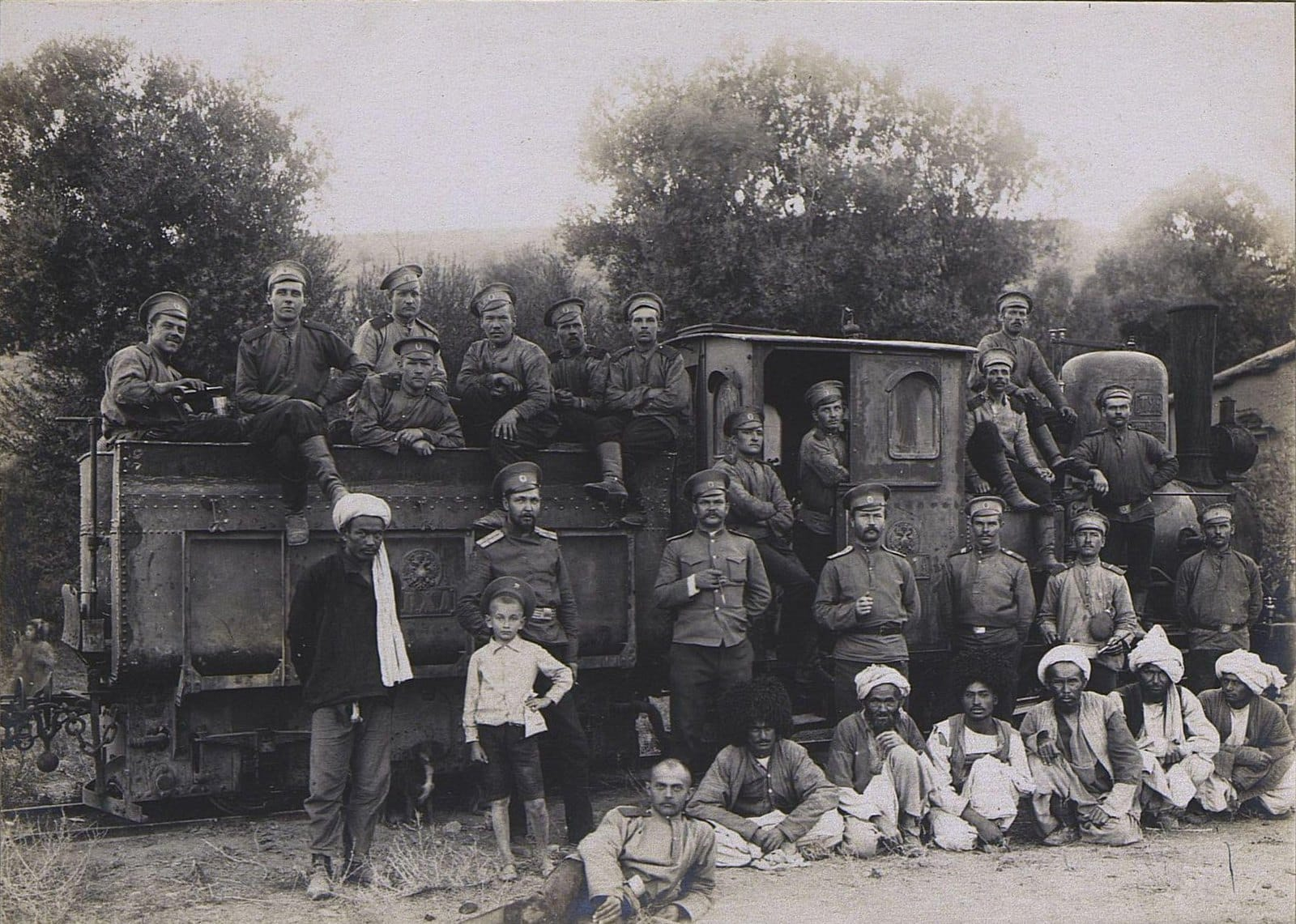
Lok mit Tender